# Ino, Kōchi
Ino (japanska: いの町?, Ino-chō) är en landskommun (köping) i Kōchi prefektur i Japan. Ino är känt för tillverkning av washi (Japanpapper).